# 安特耶·沃尔默
安特耶·沃尔默（德語：德語：[ˈantjə ˈfɔlmɐ]，1943年5月31日—2023年3月15日），德国新教神学家、大学教授及联盟90/绿党政治人物，是一名和平主义者，于1983年进入德国联邦议院，其后于1985年加入绿党。1994年至2005年间，沃尔默被任命为副议长，成为第一名担任此职位的绿党党员。

## 早年与职业生涯
沃尔默生于吕伯克（西發里亞），她的父亲起初拥有一家纺织品店，不过后来因故关闭。沃尔默于1962年毕业于吕伯克的威德金特文理中学（Wittekind-Gymnasium Lübbecke），其后先后前往柏林教会大学、海德堡大学、蒂宾根大学和巴黎学习新教神学理论，分别于1968年、1971年和1973年三次通过专业测试，并在1973年取得博士学位，其中在1969年至1971年间，沃尔默是柏林教会大学的研究助理。1971年至1975年间，沃尔默通过成人教育完成了研究生课程的学习，而在1971年到1974年间，她亦同时在柏林威丁担任牧师。1976年到1982年间，沃尔默于比勒费尔德一家业余大学担任成人教育讲师，与当地的新教和天主教组织展开合作，为边远地区的年轻人提供教育，期间见证了生态化运动的开始。2013年，沃尔默与另一名作家合作出版了一本关于7月20日密谋案的著作。

### 政界生涯
1970年代，沃尔默主要活跃于德国的反帝国主义联盟（Liga gegen den Imperialismus），这一组织是越南战争的反对者。在此期间，沃尔默和奉行毛主义的德国共产党组织关系紧密，但未有加入后者。1983年，沃尔默代表绿党进入了联邦议院，不过她直到1985年才正式加入绿党。1984年，沃尔默被选入绿党的议会理事会。1985年，沃尔默在联邦政府与红军派囚犯之间发起了一场对话。由于绿党奉行轮班原则，沃尔默必须在1985年退出议会，不过后来又在1987年、1994年、1998年和2002年重新进入。
1994年11月，沃尔默当选联邦议院副议长，成为第一个进入联邦议院主席团的绿党党员。2005年，沃尔默在副议长任期结束后宣布不再寻求连任

### 后期
2009年，沃尔默被杜伊斯堡-埃森大学下属的北莱茵-威斯特法伦管理学院定为“墨卡托客座教授”，而她亦经常在该大学做演讲和开研讨会。
《EMMA》杂志于2022年4月针对俄罗斯入侵乌克兰发表了一份公开信，呼吁总理奥拉夫·朔尔茨不要向乌克兰提供攻击性武器以及尽一切可能来为结束战争作出贡献，从而避免三战的爆发。沃尔默是该信件最早的一批签署者之一。

## 个人生活
1979年，沃尔默生下了一个儿子，其后独自将其抚养成人。
沃尔默于2023年3月15日去世，联邦议院副议长凱特琳·艾卡特评价沃尔默称：“她从始至终都在为我们今天还能从中受益的东西而奋斗。她始终保持着自己的想法，坚定不移！”

## 奖项
- 1989年卡爾·馮·奧西茨基奖项
- 1996年西塞罗演说者奖
- 1997查尔斯大学奖章
- 1998年汉娜·阿伦特奖
- 1998年德国-捷克理解艺术奖
- 2003年捷克共和国托马斯·加里格·马萨里克勋章
- 2005年德意志联邦共和国功绩勋章

来源：

## 延伸阅读
- Reimar Oltmanns; Schlei, Marie. . Frankfurt am Main: A. Hain. 1990. ISBN 3-445-08551-X. OCLC 24702191 （德语）.